# جورج ريكس اندروز
جورج ريكس اندروز (بالإنجليزية: George R. Andrews)‏ هو محامي وسياسي أمريكي، ولد في 21 سبتمبر 1808 في الولايات المتحدة، وتوفي في 5 ديسمبر 1873 في أوشكوش في الولايات المتحدة. حزبياً، نشط في حزب اليمين. وقد انتخب عضو مجلس النواب الأمريكي.